# Jerusalem (Příbram)
Jerusalem (často nesprávně psán též Jerusalém) je venkovská osada, část města Příbram v okrese Příbram ve Středočeském kraji. Nachází se asi 3,5 kilometru jihovýchodně od centra Příbrami. Osadou protéká Jerusalemský potok, na němž uvnitř osady leží bezejmenný rybník. Je zde evidováno 40 adres. V roce 2011 zde trvale žilo 84 obyvatel.
Jerusalem ležel do ledna 2018 v katastrálním území Háje u Příbramě o výměře 6,64 km². Od února 2018 leží ve vlastním katastrálním území Jerusalem o výměře 2,65 km². V katastrálním území Jerusalem leží také Jesenice.

## Historie

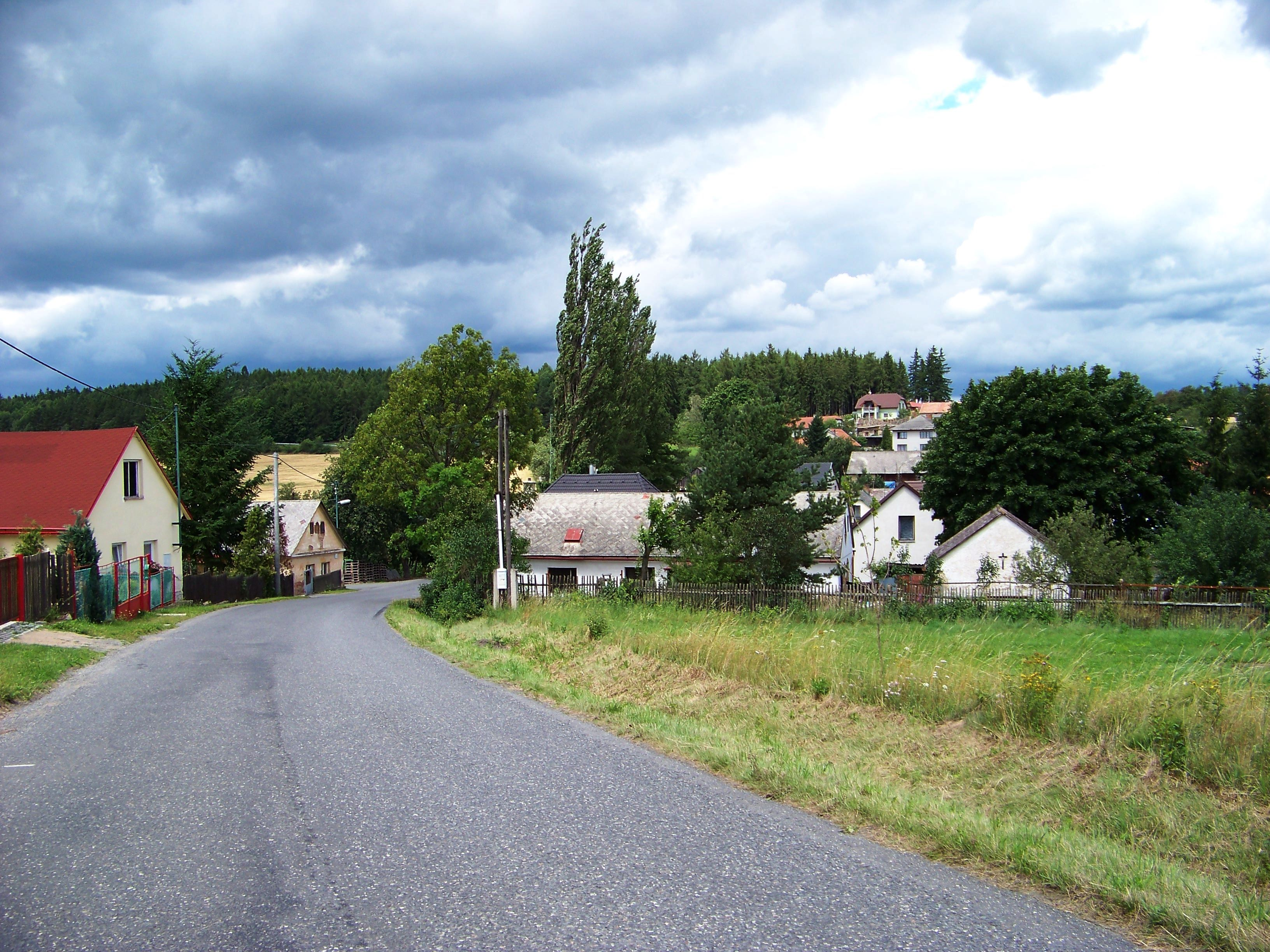
Jerusalem, příjezd po silnici III/11812 od Buku

První písemná zmínka o vesnici pochází z roku 1603.

## Obyvatelstvo
| Rok            | 1869 | 1880 | 1890 | 1900 | 1910 | 1921 | 1930 | 1950 | 1961 | 1970 | 1980 | 1991 | 2001 | 2011 | 2021 |
| -------------- | ---- | ---- | ---- | ---- | ---- | ---- | ---- | ---- | ---- | ---- | ---- | ---- | ---- | ---- | ---- |
| Počet obyvatel | 147  | 158  | 183  | 202  | 176  | 154  | 162  | 116  | 127  | 128  | 102  | 96   | 100  | 84   | 100  |
| Počet domů     | 20   | 21   | 21   | 27   | 28   | 30   | 30   | 33   | 31   | 29   | 28   | 34   | 35   | 36   | 37   |

## Obecní správa
Při sčítání lidu v letech 1850–1975 Jerusalem byl osadou obce Konětopy v okrese Příbram. Od 1. ledna 1976 je částí města Příbram ve stejnojmenném okrese.

## Doprava
Přes Jerusalem vede silnice III/11812 a zpevněné cesty vedou z Jerusalema také do Hájů a Konětop. Autobusová zastávka Příbram, Jerusalem v centru sídla je v roce 2021 celotýdenně obsluhována autobusovou linkou 19A příbramské městské hromadné dopravy a v pracovních dnech a neděli také autobusovou linkou D42 Příbram–Krásná Hora nad Vltavou–Petrovice Středočeské integrované dopravy.

## Pamětihodnosti
Severně od osady jsou kopce Jestřabinec (590 m n. m.) a Holanec. Mezi nimi se nachází šachta č. 9 uranových dolů Příbram. Poblíž autobusové zastávky a rybníka se u místní komunikace nachází malá kaplička.